# Friedhofskapelle St. Laurentius (Freudenberg)

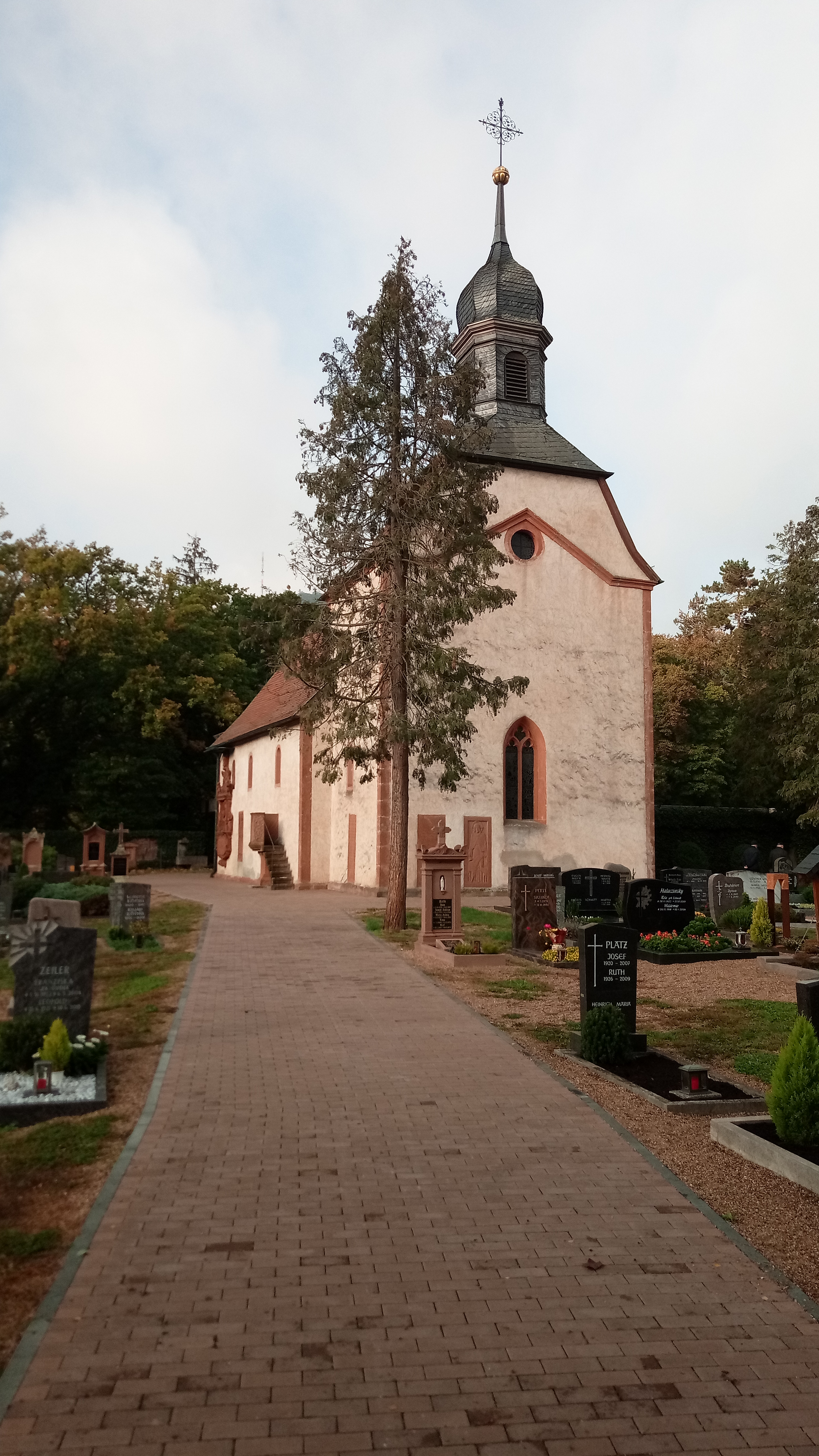
Die heutige Friedhofskapelle St. Laurentius

Die römisch-katholische Friedhofskapelle St. Laurentius befindet sich in Freudenberg im Main-Tauber-Kreis und ist dem heiligen Laurentius geweiht.

## Geschichte
Es handelt sich um einen romanischen Bau mit Chorturm aus dem 12. Jahrhundert. Die Laurentiuskapelle befindet sich am örtlichen Friedhof und gilt als die Kirche der mit dem Bau der Burg Freudenberg verlassenen Siedlung Lullingescheid. Die Kapelle ist ein Kulturdenkmal der Stadt Freudenberg und steht zusammen mit einer Friedhofsmauer mit Laurentiusrelief und Rundbogenportal (von 1611) sowie zahlreichen Grabmalen (aus dem 15. bis frühen 20. Jahrhundert, u. a. auch Priester-Epitaphien) als Sachgesamtheit unter Denkmalschutz. Daneben gibt es noch eine Alte Laurentiuskirche sowie eine neue Pfarrkirche St. Laurentius in der Stadt. Diese gehören jeweils zur Seelsorgeeinheit Freudenberg, die dem Dekanat Tauberbischofsheim des Erzbistums Freiburg zugeordnet ist.